# Partito Socialista (Argentina)
Il Partito Socialista (in spagnolo Partido Socialista, PS) è un partito politico di sinistra orientato alla socialdemocrazia e al socialismo democratico fondato nel 1896.

## Storia
Fu fondato da Juan B. Justo e Nicolás Repetto nel 1896, diventando in breve il principale partito di massa del paese. Affiliatosi inizialmente alla Seconda Internazionale, tra il 1924 ed il 1940 fece parte della Internazionale operaia socialista. Nel corso della sua storia secolare il partito è stato soggetto a numerose scissioni interne, la più importante delle quali negli anni sessanta diede vita al Partito Socialista Argentino (PSA) e al Partito Socialista Democratico (PSD). Nel 2002 il PSD ed il Partito Socialista Popolare (PSP), nato quest'ultimo da una costola del PSA, si riunirono dando nuovamente vita al Partito Socialista. Tra i suoi esponenti più celebri si annoverano, Alicia Moreau de Justo, moglie del fondatore Juan B. Justo ed direttrice del quotidiano del partito La Vanguardia, Alfredo Palacios, primo parlamentare socialista eletto nelle Americhe, Guillermo Estévez Boero ed Alfredo Bravo. Storicamente la principale roccaforte elettorale del PS è la provincia di Santa Fe ed in particolare la città di Rosario.
Generalmente è sempre stato un partito marginale nella vita politica argentina ma a partire dal 2007 ha conosciuto una forte affermazione nel paese grazie all'elezione del primo governatore socialista in Argentina ossia Hermes Binner nella provincia di Santa Fe e grazie all'alleanza PS-Coalición Cívica che ha ottenuto 4.401.953 e il 23,04% dei voti contro la peronista Cristina Kirchner. In occasione delle elezioni presidenziali del 2015 il Partito Socialista ha formato, insieme ad altri movimenti di centro-sinistra, la coalizione dei Progressisti e ha appoggiato la candidatura alla presidenza di Margarita Stolbizer. Stolbizer ha ottenuto al primo turno il 2,5% delle preferenze classificandosi al quinto posto tra i candidati. Nella stessa tornata elettorale Miguel Lifschitz fu eletto governatore della provincia di Santa Fe, succedendo così al compagno di partito Antonio Bonfatti.
Nelle elezioni parlamentari del 2017 il PS è riuscito ad eleggere solamente un deputato, mentre al senato è rimasto senza rappresentanza.
In seguito rappresenta una delle forze di opposizione al governo kirchnerista e ha costituito un'alleanza di Centro-sinistra Fronte Ampio Progressista e Fronte Ampio Unito (Frente Amplio Unen) più centrista.